# Бегдад Салімі
Бегдад Салімі  (8 грудня 1989) — іранський важкоатлет, олімпійський чемпіон.

## Виступи на Олімпіадах
| Олімпіада   | Вагова категорія | Місце |
| ----------- | ---------------- | ----- |
| Лондон 2012 | надважка         | 1     |